# فن الكسر

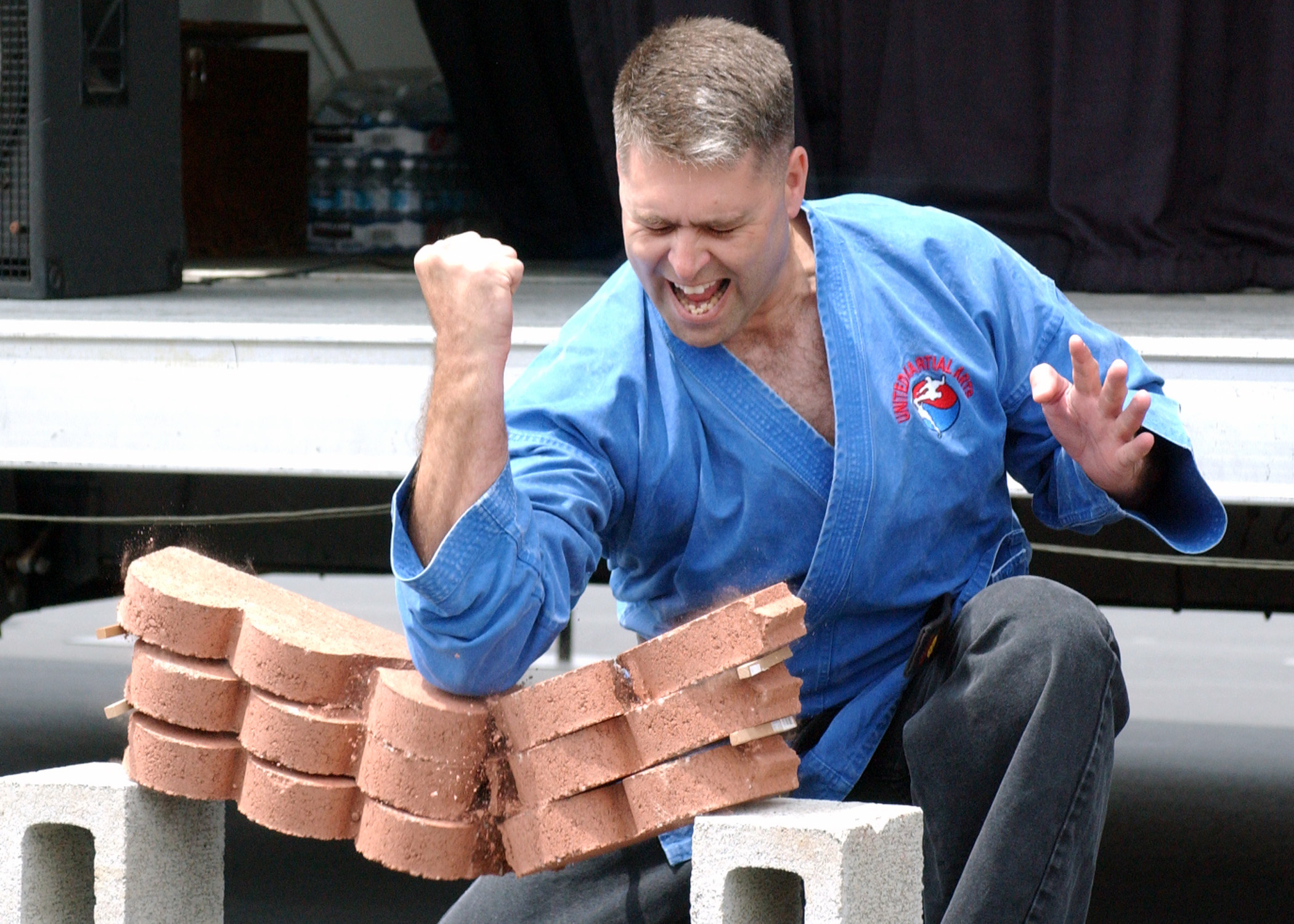
تقنية الكسر

فن الكسر هي تقنية في فنون القتال الذي يستخدم في المنافسة، استعراضات واختبار فن الكسر هو حركة ذات تقنية أو فن قتالي يستخدم سطح الضربة لكسر مادة أو أكثر؛ يستخدمون المهارات المكتسبة في شكل فن.
الكسر غالبا ما يُرى في الكاراتيه، التايكوندو، يوكسل، تاي غيون ،
قبل ممارسة فن الكسر، لبد من تقوية العظام والعضلات عدة شهور بالتمارين المستعملة في فنون الدفاع فن تقوية العظام، بعدها يتعلم تقنية ضربة الارتداد.
النجاح في الكسر هو نتيجة عن معرفة مقياس القوة والتقنية والتركيز، أدنى فشل في محاولة واحدة أو أكثر تنتج عموما إصابات أكثر أو أقل خطورة. الأنشطة المستعملة في خلال العرض؛ هي استخدام منافس جزء من جسده، مثل اليد والدراع والقصبة والقدم وكذلك الرأس؛ لكسر مواد منها ثابة ومنها متحركة، الكسر السلبي هو منافس يكسر شيء على جزء من جسم منافس آخر.

## روابط خارجية
- Tameshiwari